# Manfred Ringpfeil
Manfred Gustav Ringpfeil (* 12. Juli 1932 in Wermsdorf) ist ein deutscher Chemiker und Biotechnologe. Er war von 1969 bis 1987 Direktor des Instituts für technische Chemie beziehungsweise für Biotechnologie der Deutschen Akademie der Wissenschaften zu Berlin, der späteren Akademie der Wissenschaften der DDR. Darüber hinaus leitete er von 1985 bis 1989 den Forschungsbereich Biowissenschaften und Medizin und danach das Wissenschaftsgebiet Biowissenschaften der Akademie.

## Leben
Manfred Ringpfeil wurde 1932 in Wermsdorf geboren und promovierte nach einem Studium der Chemie, das er von 1951 bis 1955 absolvierte, 1958 an der Universität Leipzig mit einer Arbeit zur Synthese und Gewinnung von Dextran. Im gleichen Jahr wurde er Forschungsleiter im VEB Serumwerk in Bernburg. 1959 wechselte er als wissenschaftlicher Mitarbeiter an das zur Forschungsgemeinschaft der Deutschen Akademie der Wissenschaften zu Berlin gehörende Institut für Verfahrenstechnik der organischen Chemie in Leipzig, an dem er später auch als Abteilungsleiter fungierte. Darüber hinaus wirkte er als Lehrbeauftragter für das Fach Technische Mikrobiologie an der Technischen Hochschule Magdeburg.
Von 1969 bis 1987 war er Direktor des neu entstandenen Leipziger Akademie-Instituts für technische Chemie beziehungsweise des daraus 1985 durch Umbildung hervorgegangenen Instituts für Biotechnologie. Er wurde 1970 von der Akademie zum Professor ernannt und übernahm 1985 als Direktor des Forschungsbereichs Biowissenschaften und Medizin die Leitung des Verbundes der biologisch beziehungsweise medizinisch ausgerichteten Akademie-Institute. Mit der Trennung des Forschungsbereichs in zwei eigenständige Wissenschaftsgebiete wurde er Sekretär des Wissenschaftsgebiets Biowissenschaften.
Nach der deutschen Wiedervereinigung war er als Geschäftsführer eines Biotechnologie-Unternehmens mit Sitz in Berlin-Adlershof tätig.

## Auszeichnungen
Manfred Ringpfeil war ab 1975 korrespondierendes und ab 1981 ordentliches Mitglied der Akademie der Wissenschaften der DDR. Im Jahr 1987 erhielt er den Nationalpreis der DDR.

## Werke (Auswahl)
- Eine neue gelenkte biologische Synthese des Dextrans. Reihe: Sitzungsberichte der Deutschen Akademie der Wissenschaften zu Berlin. Berlin 1960 (als Mitautor)
- Mikrobielle Polysaccharide. Reihe: Wissenschaftliche Taschenbücher. Band 19. Berlin 1964 (als Mitautor)
- Fragen der Mikrobiologie und wissenschaftliche Grundlagen der mikrobiologischen Industrie. Reihe: 	Abhandlungen der Akademie der Wissenschaften der DDR. Berlin 1978 (als Herausgeber)
- Entwicklung von Laborfermentoren. Berlin 1980 (als Herausgeber)